# Дьёлафуа, Марсель
Марсель-Огюст Дьёлафуа (3 августа 1844 — 25 февраля 1920) — французский археолог, более всего известный проводимыми им раскопками в Сузах. Брат Жоржа Дьёлафуа.
Родился в Тулузе в обеспеченной семье. Окончил в 1863 году Политехническую школу, где изучал гражданское строительство; после завершения обучения начал работать во французском Бюро дорог и мостов и был направлен в Алжир; во Францию вернулся в 1870 году и в том же году женился. Непродолжительное время был морским чиновником в Гаронне, во время Франко-прусской войны служил в качестве военного инженера. После демобилизации работал чиновником по снабжению в Гаронне, а с 1874 года — чиновником в области жилищно-коммунального хозяйства в родном городе Тулуза. Археологией заинтересовался ещё во время службы в Алжире; в 1880 году оставил государственную службу и обратился к правительству с просьбой отправить его в качестве археолога в Персию.
По поручению правительства совершил в 1881 году путешествие с археологическими целями в Персию, результатом которого стало его сочинение «L’art antique de la Perse» (1884—1889). В 1885 году ездил в Сузы и исследовал там дворцы Дария I и Артаксерса II; вывез оттуда барельефы из глазированного кирпича, которые вместе с другими его находками были выставлены в особом зале Лувра, названном его именем. Другая известная его работа — «L’Acropole de Suse» (1890—1891).
Раскопки в Сузах проходили в очень тяжёлых условиях, и после возвращения Дьёлафуа потерял интерес к археологии. Он вернулся к государственной службе, став железнодорожным чиновником, свободное время посвящал изучению Библии. В 1895 году был избран в члены Академию надписей и изящной словесности, начав изучать архитектуру и скульптуру Испании и Португалии. С началом Первой мировой войны выразил, несмотря на возраст, желание вернуться на военную службу. Он был направлен в Марокко формально в качестве подполковника инженерного корпуса, но на деле руководил там раскопками старой мечети. В 1919 году, за год до смерти, опубликовал свою последнюю научную работу на тему Библии.
Его жена, Жанна Дьёлафуа (1851—1916), сопровождала мужа в обоих путешествиях в Персию, которые описала в своих «La Perse, la Chaldée et la Susiane» (1886) и «A Suse. Journal des fouilles» (1888).